# Kovero
För andra betydelser, se Kovero (olika betydelser).
Kovero eller Koverojärvi är en sjö i Finland. Den ligger i kommunen Ruovesi i landskapet Birkaland, i den södra delen av landet, 210 km norr om huvudstaden Helsingfors. Kovero ligger 128,9 meter över havet. Den är 50 meter djup. Arean är 1,39 kvadratkilometer och strandlinjen är 19,24 kilometer lång. Sjön  ingår i Kumo älvs huvudavrinningsområde.   I omgivningarna runt Kovero växer i huvudsak barrskog.
I övrigt finns följande i Kovero:
- Rullisaari (en ö)